# Mimi Kennedy
Mimi Kennedy, wł. Mary Claire Kennedy (ur. 25 września 1948 r. w Rochester) – amerykańska aktorka filmowa i serialowa.

## Filmografia
- 1978: Getting Married jako Jenny[2]
- 1979: Stockard Channing in Just Friends jako Victoria[2]
- 1981–1982: The Two of Us jako Nan Gallagher[2]
- 1981: Thin Ice jako Arlene[2]
- 1984–1985: Spencer jako Doris Winger[2]
- 1984: St. Elsewhere jako Lois Wegener[2]
- 1985: Robert Kennedy i jego czasy jako Pat Kennedy[2]
- 1986–1987: Disneyland jako Eloise Davis[2]
- 1987: Dziewczynka Scottów jako Jane[2]
- 1988: Family Man jako Andrea Tobin[2]
- 1989: Rodzina zastępcza jako Eli's Mom[2]
- 1989: Wszystko jest możliwe jako Sally[2]
- 1989: Homeroom jako Miss Wagner[2]
- 1990: Więcej czadu jako Marla Hunter[2]
- 1990: A Promise to Keep jako Annie[2]
- 1991–1993: Homefront jako Ruth Sloan[2]
- 1991: Grzechy matki jako Karen Turner[2]
- 1992: Ze śmiercią jej do twarzy jako Second Woman[2]
- 1993: Joe's Life jako Barbara Gennaro[2]
- 1994: Flashfire jako Kate Cantrell[2]
- 1994: The George Carlin Show jako Judith / Judith Pellegrino[2]
- 1996–1997: Savannah jako Eleanor Alexander[2]
- 1996: Once You Meet a Stranger jako Connie[2]
- 1996: Reasons of the Heart jako Celia Barton[2]
- 1997–2002: Dharma i Greg jako Abby O'Neil[2]
- 1997: Kumpel jako Mrs. Bunny Bowman[2]
- 1997: Pacific Palisades jako Amy Nichols[2]
- 2000: Erin Brockovich jako Laura Ambrosino[2]
- 2006: Żar młodości jako Feather[2]
- 2007: Man in the Chair jako Judy Kincaid[2]
- 2008: A Single Woman jako Storyteller[2]
- 2009: Najwspanialszy prezent jako Rita Green[2]
- 2009: Zapętleni jako Karen Clark[2]
- 2010: Zanim odejdą wody jako Sarah's Mom[2]
- 2011: O północy w Paryżu jako Helen[2]
- 2011: Life of Lemon jako Louise Phillips[2]
- 2011: Untitled Jeff and Jackie Filgo Project jako Barb[2]
- 2012: Jeszcze dłuższe zaręczyny jako Carol Solomon[2]
- 2012: Na linii strzału jako Joanna Stuber[2]
- 2012: American Judy jako Judy One[2]
- 2013–2014: Figurantka jako Mary King[2]
- 2013: Gus jako Dr. Grayson[2]
- 2013: Two Wrongs jako Elaine[2]
- 2013–2018: Mamuśka jako Marjorie[2]
- 2015: Świat w opałach jako Susan Buckley[2]
- 2016: Trumped jako Dr. Schlinger[2]